# Sax Rohmer
Sax Rohmer, vero nome Arthur Henry Sarsfield Ward (Birmingham, 15 febbraio 1883 – White Plains, 1º giugno 1959), è stato uno scrittore britannico.
È famoso per la sua serie di racconti incentrati sul criminale asiatico Fu Manchu.

## Biografia
Nato a Birmingham, Rohmer crebbe con l'educazione tipica della classe media ed iniziò a lavorare presto, prima di incominciare a scrivere.
Il suo primo lavoro fu pubblicato nel 1903 sul periodico Pearson's Weekly: si tratta del racconto breve The Mysterious Mummy. 
Da allora egli si mantenne scrivendo parti di commedie per gli attori del music-hall e fornendo racconti per i periodici.
Nel 1909 sposò Rose Elizabeth Knox, mentre nel 1910 fu stampata anonimamente Pause!, la prima novella.
L'opera che rese famoso Rohmer fu The Mystery of Dr. Fu Manchu apparsa in serie a partire dal 1912-13.
Il successo dell'epopea di Fu Manchu mantenne Rohmer tra gli scrittori in voga durante tutti gli anni venti e trenta.
Prima della seconda guerra mondiale lo scrittore si trasferì negli Stati Uniti, a New York.
Rohmer morì nel 1959 a causa dell'epidemia di influenza asiatica.

## Opere
- Copertina del fantasy fiction magazine Avon Fantasy Reader n. 7 (1948) con The Curse of a Thousand Kisses di Sax Rohmer.1910 Pause!

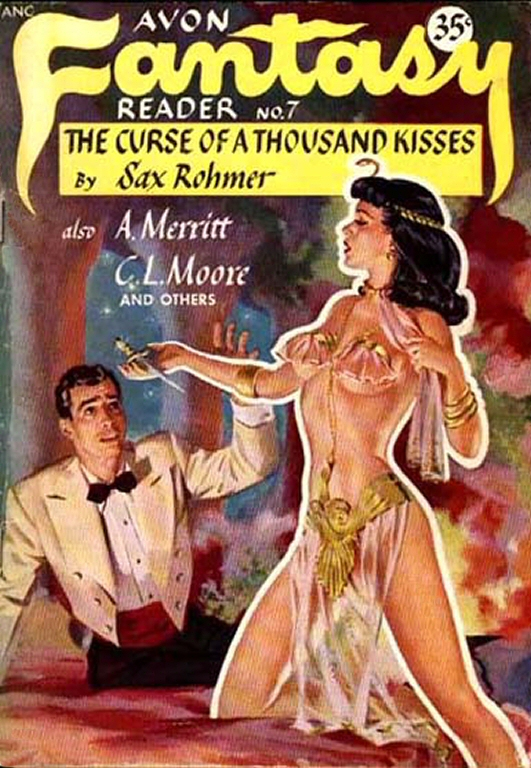
Copertina del fantasy fiction magazine Avon Fantasy Reader n. 7 (1948) con The Curse of a Thousand Kisses di Sax Rohmer.

- 1911 Little Tich. A Book of Travels (and Wanderings)
- 1913 The Mystery of Dr. Fu Manchu
- 1914 The Sins of Severac Bablon
- 1915 The Yellow Claw (Il delitto di mezzanotte)
- 1916 The Exploits of Captain O'Hagan
- 1916 The Devil Doctor
- 1917 The Si-Fan Mysteries, pubblicato in Italia con il titolo Il fiore del silenzio[7]
- 1918 Brood of the Witch Queen
- 1918 Tales of Secret Egypt
- 1918 The Orchard of Tears
- 1919 Dope
- 1919 The Golden Scorpion, pubblicato in Italia con il titolo Lo scorpione d'oro[7]
- 1919 Quest of the Sacred Slipper, pubblicato in Italia con i titoli Guai all'infedele![7] e Il mistero della babbuccia sacra[7]
- 1920 The Dream Detective
- 1920 The Green Eyes of Bast, pubblicato in Italia con i titoli La donna dagli occhi verdi[7], Occhi verdi[7] e Occhi nel buio[7]
- 1920 The Haunting of Low Fennel
- 1921 Bat Wing
- 1921 Fire Tongue
- 1922 Tales of Chinatown
- 1924 Grey Face
- 1925 Yellow Shadows
- 1927 Moon of Madness
- 1928 She Who Sleeps
- 1929 The Book of Fu Manchu
- 1929 The Emperor of America
- 1930 The Day the World Ended
- 1931 The Daughter of Fu Manchu
- 1932 Yu'an Hee See Laughs
- 1932 The Mask of Fu Manchu, pubblicato in Italia con il titolo La maschera di Fu Manchu[7]
- 1932 Tales of East and West
- 1933 Fu Manchu's Bride, pubblicato in Italia con il titolo La schiava di Fu Manchu[7]
- 1934 The Trail of Fu Manchu
- 1935 The Bat Flies Low
- 1936 President Fu Manchu
- 1936 White Velvet
- 1939 Salute to Bazarada and other stories
- 1939 The Drums of Fu Manchu
- 1941 The Island of Fu Manchu
- 1943 Seven Sins
- 1944 Egyptian Nights
- 1948 The Shadow of Fu Manchu
- 1949 Hanover House
- 1950 The Sins of Sumuru
- 1950 Wulfheim
- 1951 The Slaves of Sumuru
- 1953 Virgin in Flames
- 1954 Sand and Satin
- 1954 The Moon is Red
- 1956 Sinister Madonna
- 1957 Re-enter Fu Manchu
- 1959 Emperor Fu Manchu
- 1970 The Secret of Holm Peel and other Strange Stories
- 1973 The Wrath of Fu Manchu
- 2009 The Voice of Kali